# Sun Jiajun (Schwimmer)

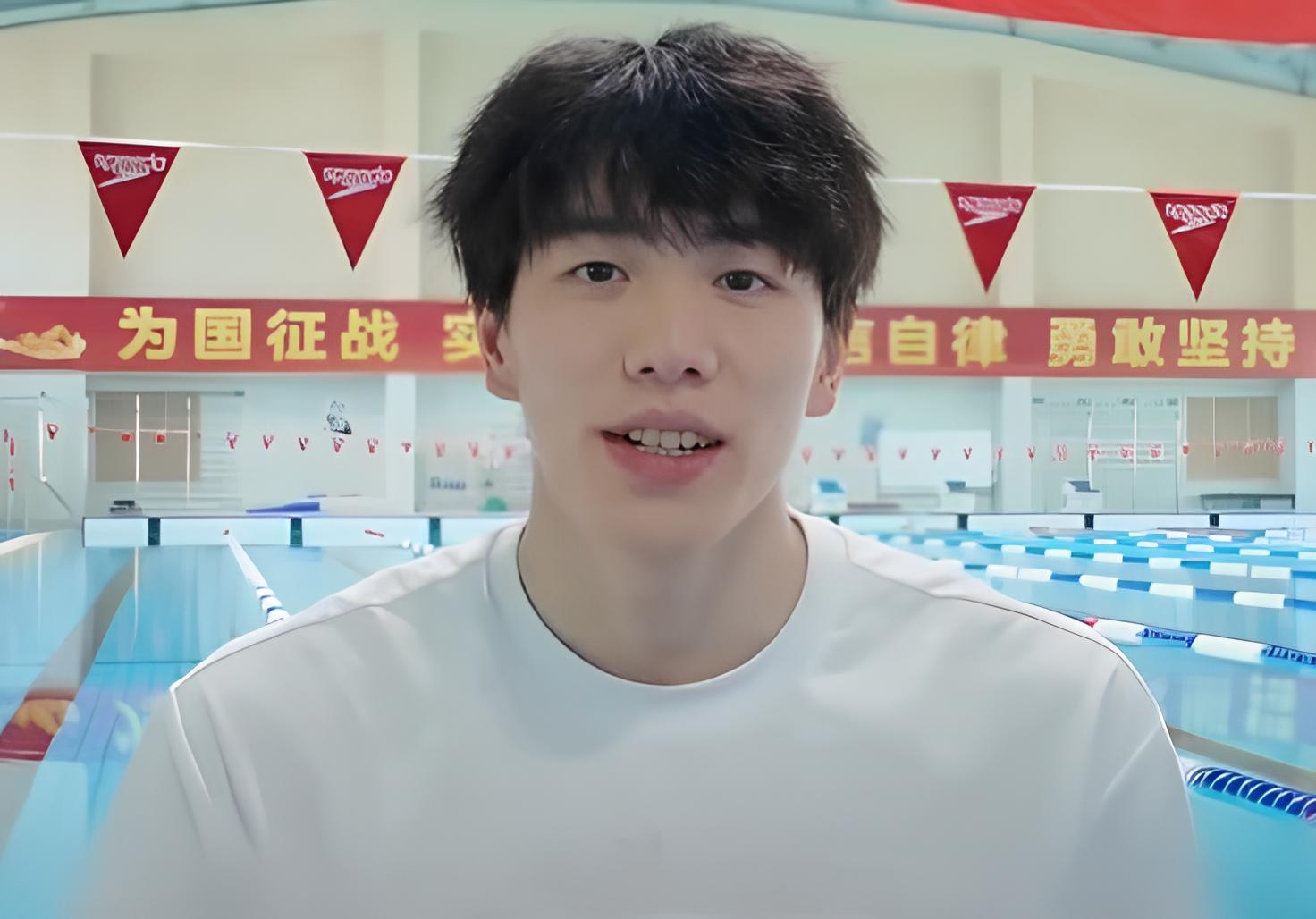
Sun Jiajun (2024)

Sun Jiajun (chinesisch 孙佳俊; * 1. August 2000 in Yichang) ist ein chinesischer Schwimmer. Er gewann bei Olympischen Spielen eine Goldmedaille. Bei Weltmeisterschaften erhielt er auf der 50-Meter-Bahn bis 2024 einmal Silber und einmal Bronze. Bei Asienspielen erschwamm er eine Goldmedaille und eine Silbermedaille.

## Sportliche Karriere
Sun Jiajun begann 2009 mit dem Schwimmsport. 2018 belegte er bei den Asienspielen in Jakarta den vierten Platz über 50 Meter Brust. Anderthalb Monate später bei den Olympischen Jugendspielen in Buenos Aires siegte er über 100 Meter Brust. Über 50 Meter Brust und mit der Lagenstaffel erschwamm er jeweils Silber. Eine zweite Goldmedaille erkämpfte Sun Jiajun mit der Mixed-Lagenstaffel.
Bei den wegen der COVID-19-Pandemie erst 2021 ausgetragenen Olympischen Spielen in Tokio schied Sun Jiajun über 100 Meter Schmetterling im Halbfinale aus. Mit der Lagenstaffel erreichte er das Finale, dort wurde das chinesische Quartett disqualifiziert.
In der Folge nahm Sun Jiajun 2021 und 2022 an Weltmeisterschaften und Kurzbahnweltmeisterschaften teil, erreichte aber kein Finale. 2023 bei den Weltmeisterschaften in Fukuoka siegte Suns Landsmann Qin Haiyang über 50 Meter Brust mit 0,3 Sekunden vor Nic Fink aus den Vereinigten Staaten. 0,2 Sekunden hinter Fink schlug Sun Jiajun als Dritter an, 0,03 Sekunden vor dem Australier Sam Williamson. Über 100 Meter Schmetterling schied Sun als 25. der Vorläufe aus. Die 4-mal-100-Meter-Lagenstaffel mit Xu Jiayu, Yan Zibei, Sun Jiajun und Wang Haoyu erreichte das Finale mit der viertschnellsten Vorlaufzeit. Im Endlauf schwammen Xu Jiayu, Qin Haiyang, Wang Changhao und Pan Zhanle fast drei Sekunden schneller und wurden Zweite hinter der US-Staffel. Alle sieben beteiligten chinesischen Schwimmer erhielten eine Silbermedaille. Ab Ende September 2023 wurden in Hangzhou die Asienspiele 2022 abgehalten. Sun Jiajun wurde Zweiter über 50 Meter Brust. In der siegreichen 4-mal-100-Meter-Lagenstaffel wurde er im Vorlauf eingesetzt.
2024 bei den Olympischen Spielen in Paris schied Sun Jiajun über 100 Meter Brust und über 100 Meter Schmetterling im Vorlauf aus. Die chinesische 4-mal-100-Meter-Lagenstaffel mit Xu Jiayu, Qin Haiyang, Sun Jiajun und Pan Zhanle erschwamm die Goldmedaille, im Vorlauf war Wang Changhao auf der Schmetterlingslage geschwommen.